# 35. Internationale Sechstagefahrt

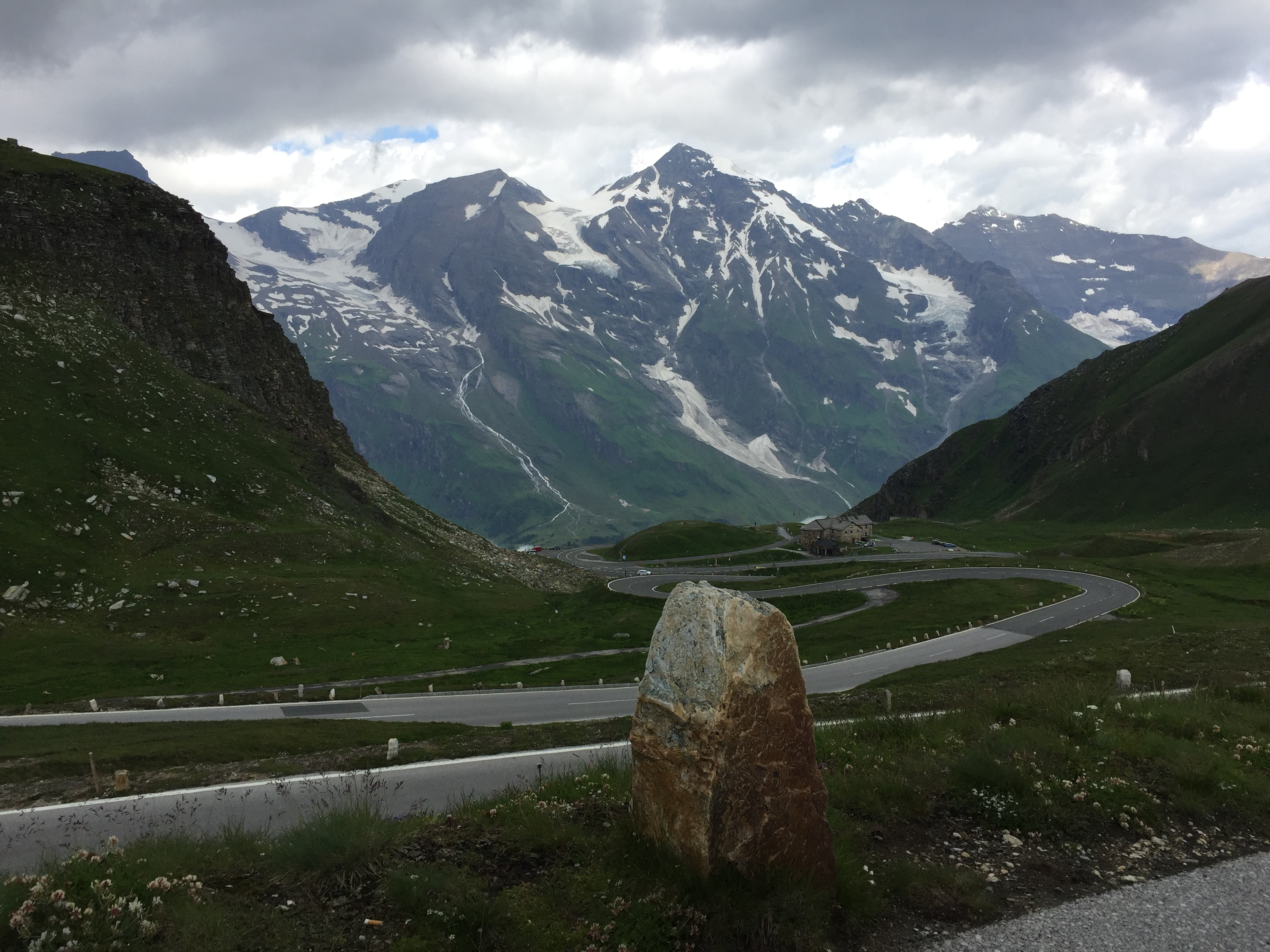
Die Großglockner-Hochalpenstraße war Teilstück der Strecke des ersten Fahrtags und von Norden nach Süden zu befahren.

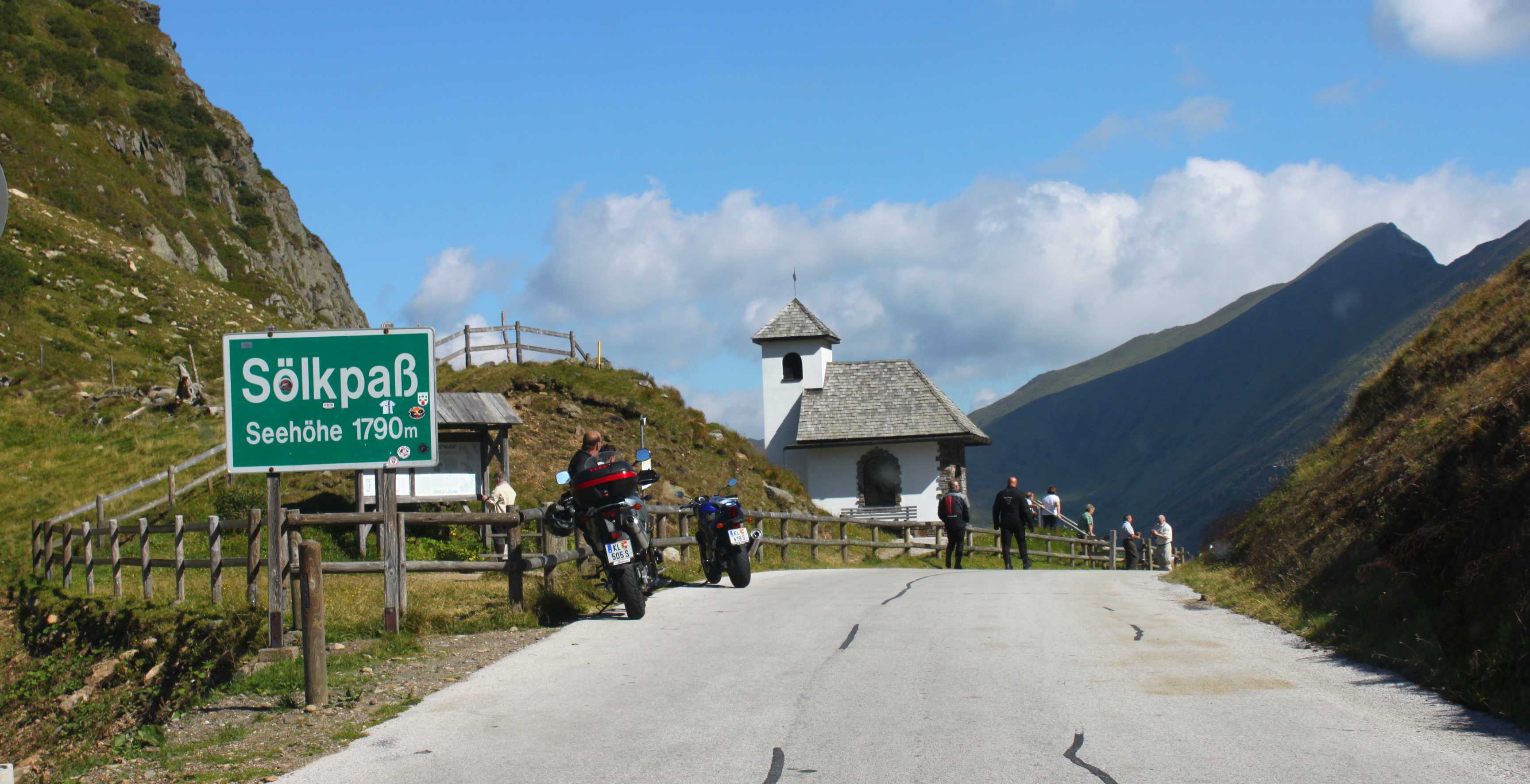
Die Querung des Sölkpasses war Bestandteil von drei Tagesetappen.

Die 35. Internationale Sechstagefahrt war ein Motorrad-Geländesportwettbewerb, der vom 19. bis 24. September 1960 im österreichischen Bad Aussee und dem Ausseerland stattfand. Die Nationalmannschaft des Gastgebers Österreich konnte zum ersten und bislang einzigen Mal die World Trophy gewinnen. Die Silbervase gewann zum ersten Mal die italienische Nationalmannschaft.

## Wettkampf

### Organisation
Bad Aussee war zum zweiten Mal Austragungsort der Veranstaltung, nachdem bereits die 27. Internationale Sechstagefahrt (1952) hier stattgefunden hatte.
Ausrichter war der Österreichische Automobil-, Motorrad- und Touring Club (ÖAMTC).
Für den Wettkampf waren 284 Fahrer von 17 Motorsportverbänden der FIM gemeldet. Um die Trophy-Wertung fuhren Mannschaften aus neun Nationen. Zudem waren 22 Silbervasen-, 30 Fabrik-, 16 Club- und sechs Militär-Mannschaften am Start. BRD, DDR und Österreich nahmen an der Trophy sowie mit jeweils zwei Silbervasenmannschaften, die Schweiz mit zwei Silbervasenmannschaften teil. Zudem waren acht bundesdeutsche und eine österreichische Clubmannschaft sowie eine österreichische Militärmannschaft am Start.
Jeder Fahrer, der das Ziel erreichte sowie keine Straf- und mehr als 1500 Gut-Punkte erzielte, erhielt eine Goldmedaille. Für eine Silbermedaille musste das Ziel erreicht, es durften nicht mehr als 25 Strafpunkte zu Buche stehen und mindestens ein Gutpunkt erzielt werden. Die Bronzemedaille erhielt, wer das Ziel erreicht, aber mehr als 25 Strafpunkte erhalten hatte. 
In der Mannschaftswertung wurden Militärteams separat gewertet. Der Sieger erhielt einen vom Schwedischen Motorsportverband SVME gestifteten Preis.

### 1. Tag

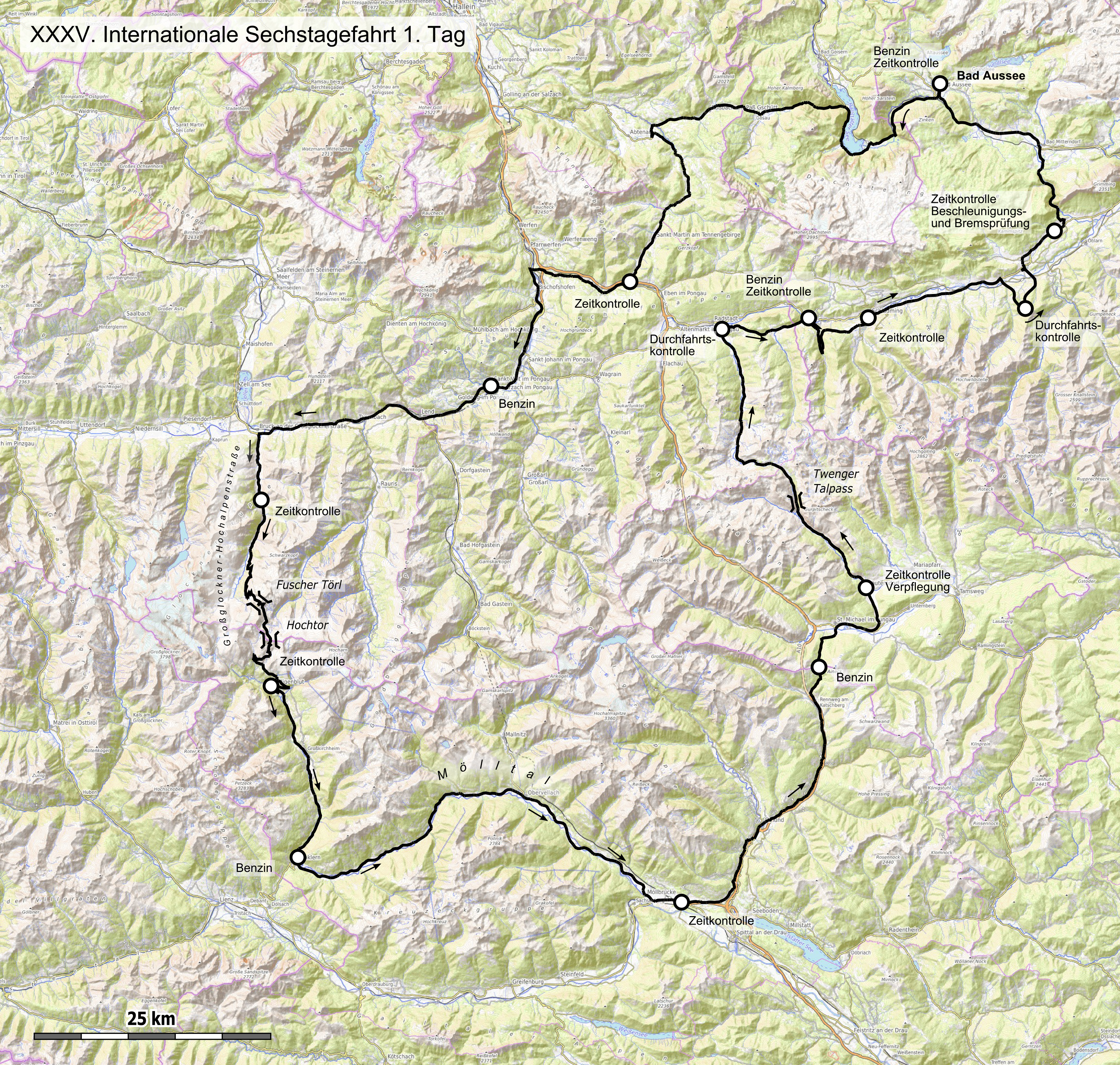
Strecke des 1. Tages

Von den 284 gemeldeten Fahrern nahmen 275 den Wettkampf auf. Mit einer Gesamtlänge von 427,5 Kilometern war die erste Etappe die längste der Veranstaltung.
Nach dem Start in Bad Aussee führte die Strecke nach West und Südwest über Obertraun, Hallstatt, Gosaumühle, Gosau, Rußbach, Zwieselbad, Annaberg, Lungötz, St. Martin, Niedernfritz, Hüttau, Bischofshofen, St. Johann, Sankt Veit, Taxenbach nach Bruck. Von dort nach Süden über die Großglockner-Hochalpenstraße, in deren Verlauf auch die maximale Höhe der Etappe mit 2506 m ü. A. erreicht wurde, bis nach Heiligenblut und weiter nach Winklern. Von dort nach Osten durch das Tal der Möll bis nach Lurnfeld. Weiter nach Norden über Lendorf, Gmünd, Kremsbrücke, die Katschberghöhe, Sankt Michael, Mauterndorf, den Twenger Talpass, Ober- und Untertauern nach Radstadt. Von dort abschließend nach Osten und Norden über Pichl, Schladming, Gröbming, Sankt Martin am Grimming und Mitterndorf zurück zum Ausgangspunkt Bad Aussee.
Es waren acht Zeit- und zwei Durchfahrtskontrollen im Streckenverlauf eingerichtet. Als Sonderprüfung wurde eine kombinierte Beschleunigungs- und Bremsprüfung über 400 m auf der Ennstal-Bundesstraße 112 bei Kilometer 65,2 zwischen Lengdorf und Tipschern durchgeführt.
In der Trophy-Wertung führte die Mannschaft der DDR vor der Mannschaft des Gastgebers Österreich und der Mannschaft der BRD. 
Bei der Silbervasenwertung führte die B-Mannschaft Italiens vor der der B-Mannschaft der BRD und der A-Mannschaft der ČSSR. Die B- und A-Mannschaft der DDR belegten den 5. bzw. 6. Platz. Die österreichische A-Mannschaft belegte den 15., die B-Mannschaft den 18. Platz. Die A-Mannschaft der Schweiz lag auf dem 17. Platz. In der A-Mannschaft der BRD erhielt Karl Augustin 46 Strafpunkte, das Team belegte den 19. Platz. Die B-Mannschaft der Schweiz hatte mit Charly Fidler bereits den ersten Fahrerausfall zu verzeichnen, für das Team bedeutete dies vorerst den 21. und damit vorletzten Platz.
Acht Fahrer schieden aus dem Wettbewerb aus.

### 2. Tag

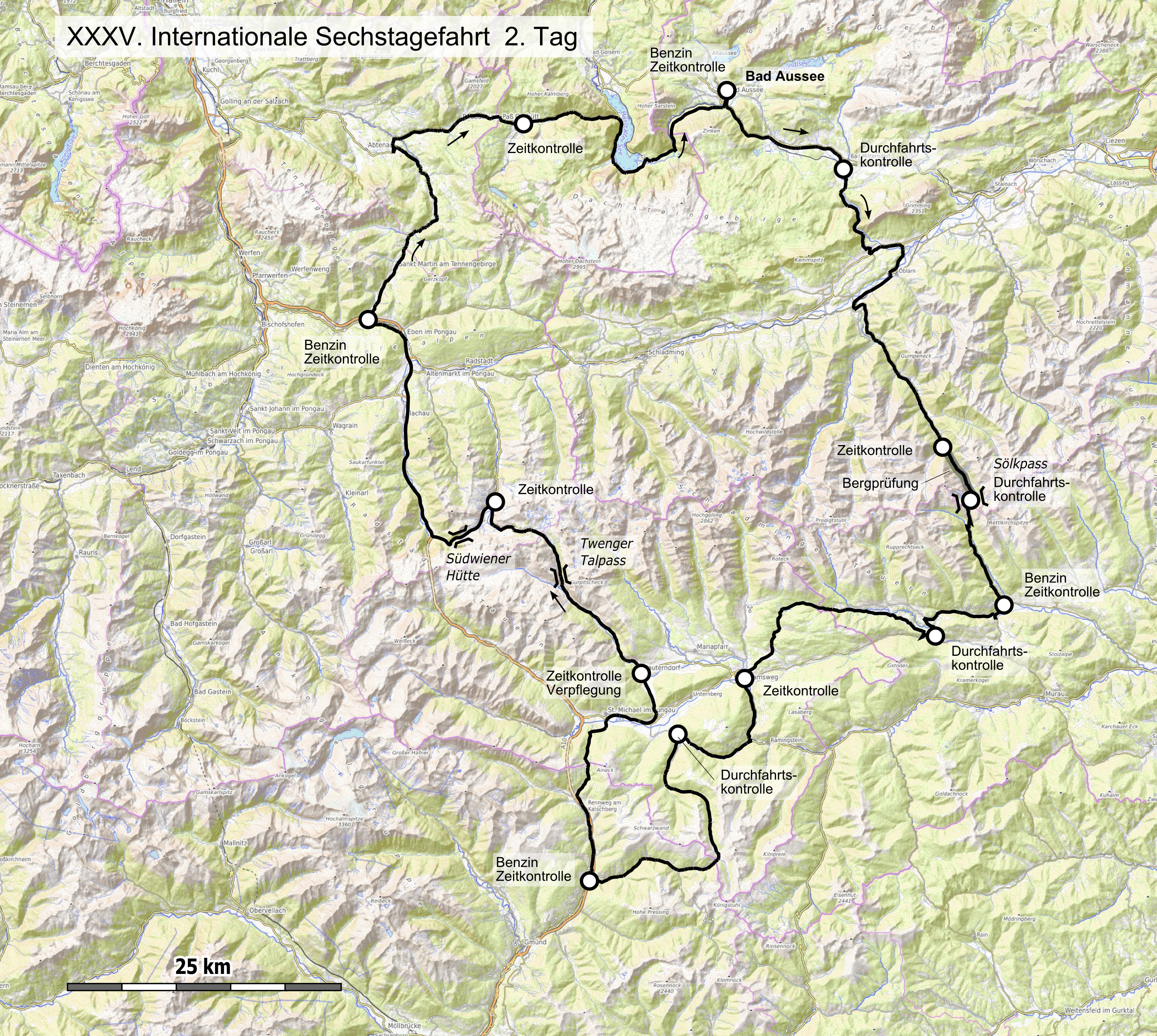
Strecke des 2. Tages

Die Strecke des zweiten Fahrtags war 318,1 Kilometer lang und folgte von Bad Aussee in entgegengesetzter Richtung der Strecke des Vortags bis nach Sankt Martin am Grimming. Von dort weiter nach Süden über Öblarn, Großsölk, den Sölkpass nach Schöder. Weiter nach Westen und Südwesten über Krakaudorf, Seebach, Krakauschatten, den Prebersee, Tamsweg, Thomatal, Gruben, Blaahaus und Innerkrems nach Kremsbrücke. Von dort wurde die Strecke des Vortags bis zum Straßenabzweig zur Gnadenalm von Katschberg Straße genutzt. Folgend ging es über die Südwiener Hütte durch das Flachauer Tal bis nach Niedernfritz. Von dort führte die Strecke in entgegengesetzter Richtung über die des Vortags zurück nach Bad Aussee.
Es waren sieben Zeit- und vier Durchfahrtskontrollen im Streckenverlauf eingerichtet. Die Sonderprüfung war eine Bergprüfung über 10 Kilometer von Sankt Nikolai (1126 m ü. A.) zum Sölkpass (1790 m ü. A.).
In der Trophy-Wertung führte die Mannschaft der DDR vor der Mannschaft des Gastgebers Österreich und der Mannschaft der Tschechoslowakei. In der Mannschaft der BRD erhielt Erwin Schmider 5 Strafpunkte, das Team belegte den 7. Platz.
Bei der Silbervasenwertung führte die B-Mannschaft Italiens vor der der B-Mannschaft der ČSSR und der B-Mannschaft der BRD. A- und B-Mannschaft der DDR lagen auf dem 5. bzw. 15. Platz, A- und B-Mannschaft Österreichs auf dem 8. bzw. 14. Platz. Die A-Mannschaften der BRD sowie der Schweiz belegten die Plätze 16 bzw. 18. Durch weitere Strafpunkte für Fahrer der Schweizer B-Mannschaft rutschte diese auf den vorerst letzten Platz ab.
Acht Fahrer schieden aus dem Wettbewerb aus.

### 3. Tag

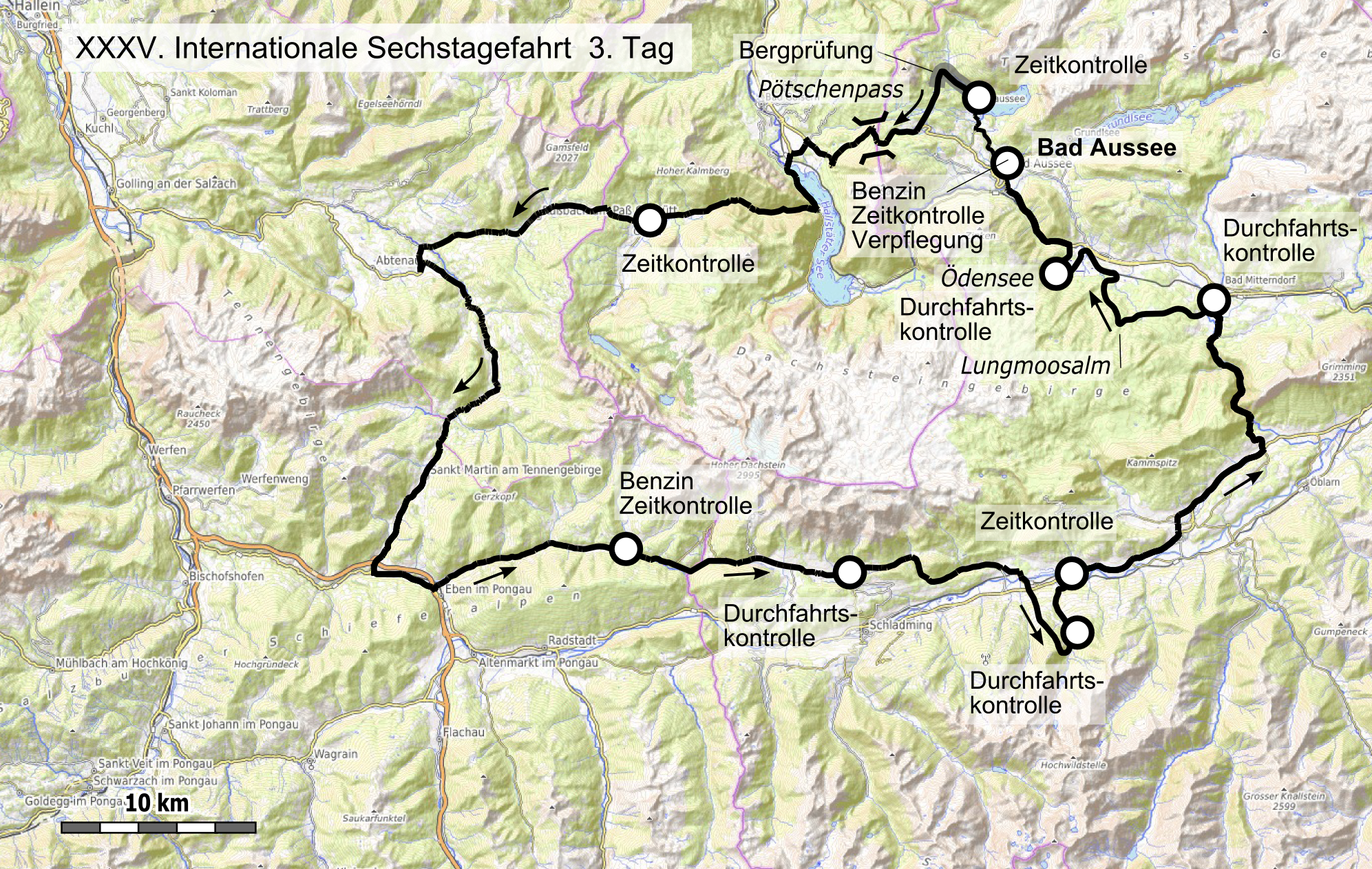
Strecke des 3. Tages

Die Etappe des dritten Tages war 169,7 Kilometer lang. Nach Start in Bad Aussee führte die Strecke nach Norden und Westen über Altaussee und den Pötschenpass nach Gosaumühle. Von dort bis Niedernfritz war die Streckenführung die des ersten Fahrtags. Von dort verlief die Strecke wieder nach Osten durch das Schattbachtal über Filzmoos, durch das Tal der Mandling, Kulm, Rössing, Weißenbach und Aich nach Gröbming. Von dort bis kurz vor Mitterndorf wurde die Strecke des ersten Fahrtags genutzt. Weiter ging es über die Lungmoosalm und den Ödensee zurück nach Bad Aussee.
Es waren vier Zeit- und ebenso viele Durchfahrtskontrollen im Streckenverlauf eingerichtet. Die Sonderprüfung der Etappe war eine Bergprüfung über 3,2 Kilometer zwischen Altaussee (659 m ü. A.) und dem Salzberg (1048 m ü. A.).
In der Trophy-Wertung führte die Mannschaft Österreichs vor der Mannschaft Schwedens und der Mannschaft der ČSSR. In der Mannschaft der DDR erhielt Erich Kypke 14 Strafpunkte, das Team rutschte auf den 7. Patz ab. Die Mannschaft der BRD profitierte von Strafpunkten der Konkurrenten und verbesserte sich auf den 5. Platz.
Bei der Silbervasenwertung führte wie am Vortag die B-Mannschaft Italiens vor der der B-Mannschaft der ČSSR und der B-Mannschaft der BRD. Die A-Mannschaft Österreichs profitierte am meisten von Strafpunkten bei der Konkurrenz und verbesserte sich dadurch auf den 4. Platz. Es folgten die A-Mannschaft der DDR auf Platz 7, die B-Mannschaft Österreichs auf Platz 14, die B-Mannschaft der DDR auf Platz 15, die A-Mannschaft der Schweiz auf Platz 17 sowie die A-Mannschaft der BRD auf Platz 18. Die B-Mannschaft der Schweiz belegte weiter den letzten Platz.

### 4. Tag

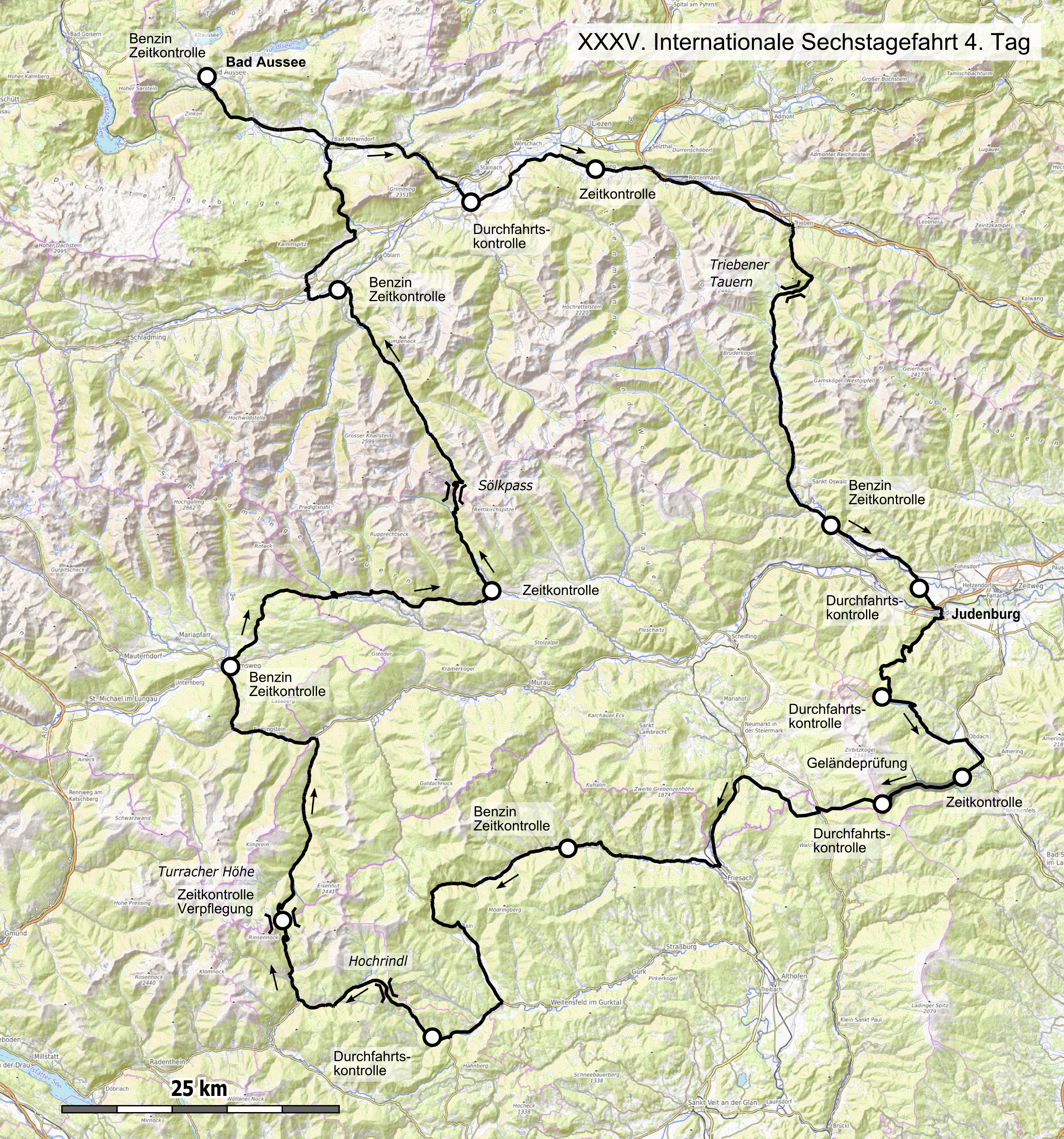
Strecke des 4. Tages

Am vierten Fahrtag waren 408,7 Kilometer zu absolvieren. Von Bad Aussee bis Mitterndorf wurde die Strecke des ersten und zweiten Fahrtags genutzt. Von dort ging es weiter nach Osten über Pürgg, Stainach, Liezen und Selzthal nach Trieben. Von dort weiter nach Süden über den Gebirgspass Triebener Tauern (1274 m ü. A.) bis Judenburg. Weiter über Schmelz nach Obdach. Ab hier ging es westwärts über Noreia, Sankt Veit in der Gegend, Hammerl, Judendorf, Grades, Metnitz, Oberhof und Glödnitz nach Sirnitz, wo der südlichste Punkt erreicht wurde. Folgend ging es wieder nach Norden über den Pass Hochrindl (1561 m ü. A.), Reichenau, die Turracher Höhe (1795 m ü. A.), Turrach, Predlitz nach Tamsweg. Von dort zurück nach Bad Aussee wurde die an drei Stellen leicht veränderte Streckenführung des zweiten Fahrtags in entgegengesetzter Richtung genutzt.
Es waren acht Zeit- und fünf Durchfahrtskontrollen im Streckenverlauf eingerichtet. Die Sonderprüfung war eine Geländeprüfung über 12,6 Kilometer zwischen St. Anna bei Obdach und Metnitz.
In der Trophy-Wertung führte wie am Vortag die Mannschaft Österreichs vor der Mannschaft Schwedens und der Mannschaft der ČSSR. Die Mannschaft der DDR lag auf dem 5. Platz. Der bundesdeutsche Trophy-Fahrer Volker von Zitzewitz erlitt einem schweren Unfall: An einer unübersichtlichen Stelle stieß er frontal mit einem VW-Bus zusammen und erlitt schwerste Kopfverletzungen. Zu seinem Glück verständigte der hinzukommende Erwin Schmider im nächstgelegenen Ort die Sanitäter und lotste diese zum abgelegenen Unfallort. Er lag 16 Tage im Koma und konnte sich später glücklicherweise von den Unfallfolgen erholen. Die Mannschaft rutschte dadurch auf den 8. Platz ab.
Bei der Silbervasenwertung führte weiter unverändert die B-Mannschaft Italiens vor der der B-Mannschaft der ČSSR und der B-Mannschaft der BRD. Die A-Mannschaft der DDR belegte den 6., die B-Mannschaft den 14. Platz. Die B-Mannschaft Österreichs belegte den 12. Platz. In der A-Mannschaft Österreichs schied Martin Polz aus, das Team rutschte dadurch auf den 16. Platz ab. Die A-Mannschaft der BRD profitierte von Fahrerausfällen der Konkurrenz und verbesserte sich auf den 15. Platz. In der A-Mannschaft der Schweiz schied Hans Sonderegger aus, das Team belegte Platz 18. Die Schweizer B-Mannschaft machte einen Platz gut und lag jetzt auf dem vorletzten Platz.
22 Fahrer schieden aus dem Wettbewerb aus.

### 5. Tag

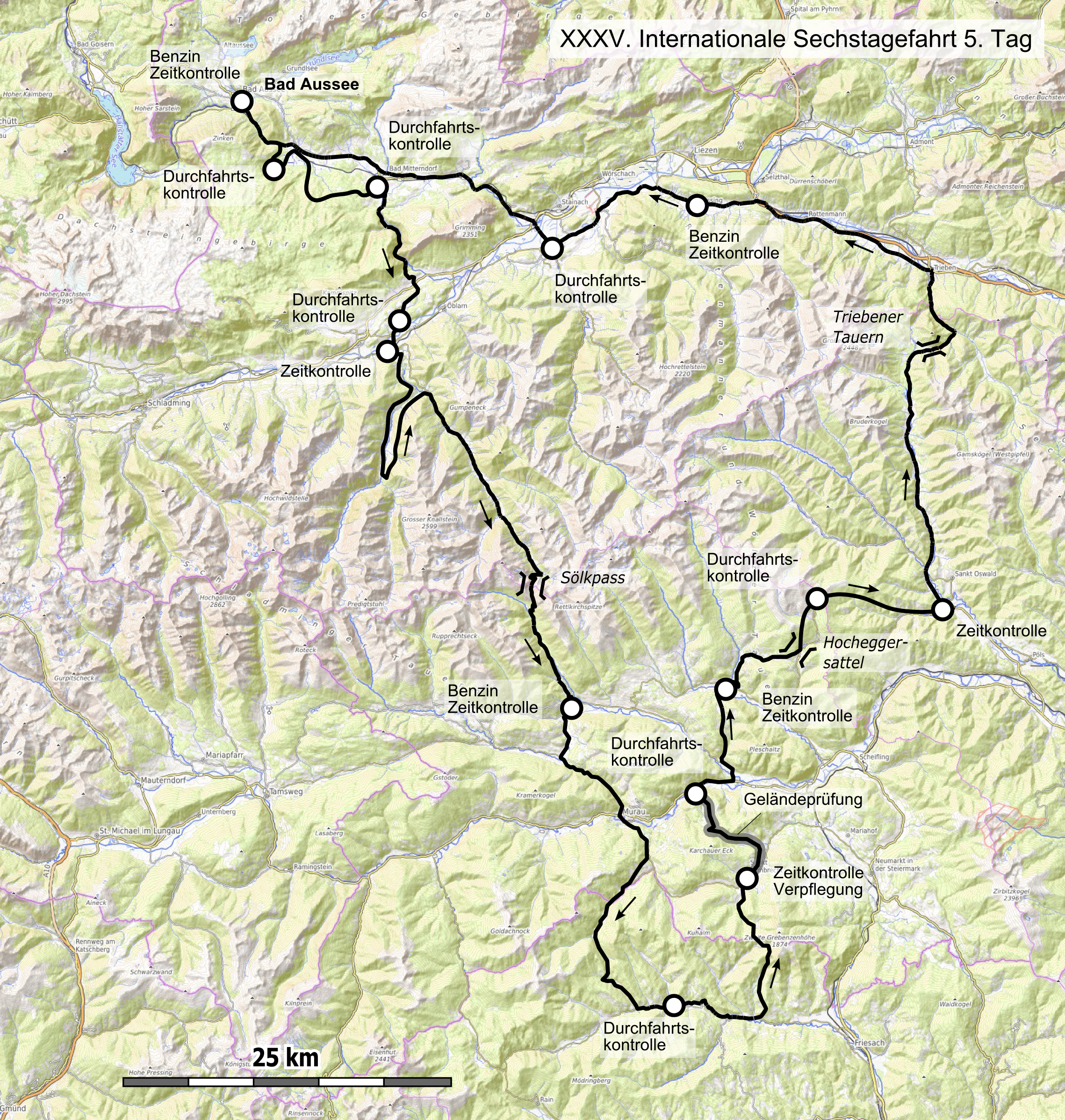
Strecke des 5. Tages

Die Strecke verlief von Bad Aussee bis Sankt Martin am Grimming über die Strecke des dritten Tages. Der weitere Verlauf über den Sölkpass bis Schöder war bis auf einen „Haken“ in ein Seitental bei Kleinsölk identisch der Streckenführung des zweiten Fahrtags. Von dort ging es weiter nach Süden über Murau, Auer und Wöbering durch die Metnitzer Berge bis Metnitz und weiter über Sankt Ruprecht, Ingolsthal, Sankt Lambrecht, Triebendorf, Katsch, Oberwölz, den Hocheggersattel (1318 m ü. A.) nach Oberzeiring. Von dort zurück nach Bad Aussee folgte die Strecke in entgegengesetzter Richtung dem Verlauf des vierten Tages. Gesamtlänge: 298,5 Kilometer.
Es waren sechs Zeit- und sieben Durchfahrtskontrollen im Streckenverlauf eingerichtet. Als Sonderprüfung war eine Geländeprüfung über 12 Kilometer zwischen St. Lamprecht und Oberwölz zu absolvieren.
In der Trophy-Wertung führte die Mannschaft Österreichs vor der Mannschaft der Schwedens und der Mannschaft der Tschechoslowakei. Die Mannschaften der DDR und der BRD lagen unverändert auf dem 5. bzw. 8. Platz.
Bei der Silbervasenwertung führte unverändert die B-Mannschaft Italiens vor der der B-Mannschaft der ČSSR und der B-Mannschaft der BRD. Die noch strafpunktfreie A-Mannschaft der DDR lag auf dem 5., die B-Mannschaft mit 9 Strafpunkten auf dem 12. Platz. Die österreichische B- und A-Mannschaft belegten Platz 13 bzw. 16. Die bundesdeutsche A-Mannschaft hatte mit Heinz Klingenschmidt und Manfred Sensburg gleich zwei Fahrerausfälle zu verzeichnen, für das Team bedeutete dies Platz 18. Profiteur der zahlreichen Fahrausfälle an diesem Tag war die Schweizer A-Mannschaft, die sich auf den 15. Platz verbesserte, die Schweizer B-Mannschaft lag hingegen unverändert auf dem 21. Platz.
Fünf Fahrer schieden aus dem Wettbewerb aus.

### 6. Tag

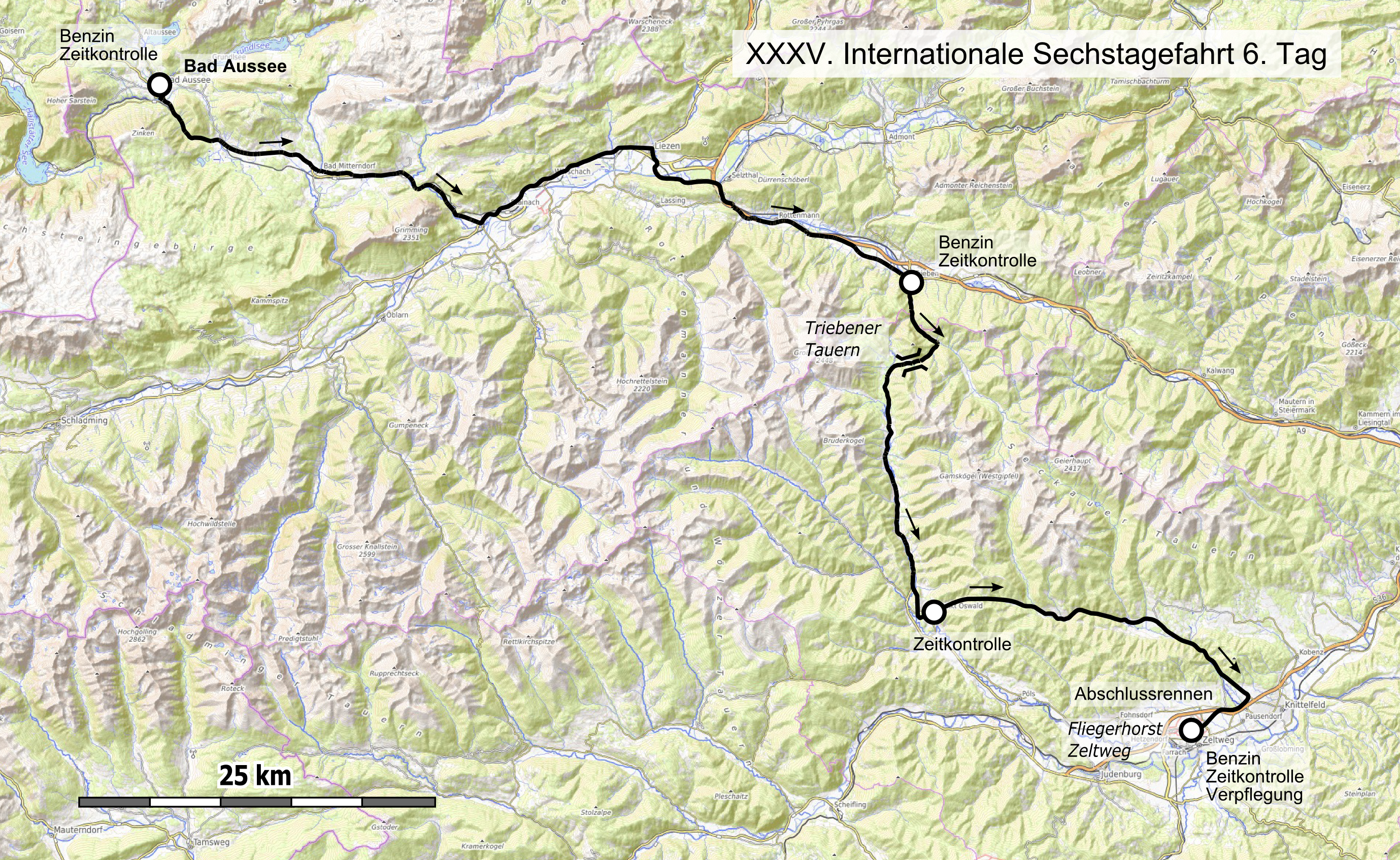
Strecke des 6. Tages

Die letzte Tagesetappe war lediglich 129,1 Kilometer lang. Die Strecke von Bad Aussee bis vor Oberzeiring folgte – bis auf eine geringfügige Änderung zwischen Pürgg und Selzthal – dem Verlauf des vierten Tages. Die weitere Strecke verlief über Sankt Oswald, die Seckauer Tauern, Gaal und Sachendorf zum Fliegerhorst Zeltweg.
Dort fand als letzte Sonderprüfung das Abschlussrennen auf einem 3,2 Kilometer eingerichtetem Rundkurs statt, der je nach Klasseneinteilung 16 bis 28 mal zu durchfahren war.
Vier Fahrer schieden aus dem Wettbewerb aus. Von 275 am ersten Tag gestarteten Fahrern erreichten 228 das Ziel.

## Endergebnisse

### World Trophy
| Platz | Team                            | Strafpunkte | Gut-Punkte |
| ----- | ------------------------------- | ----------- | ---------- |
| 1.    | Österreich                      | 0           | 11746      |
| 2.    | Tschechoslowakei                | 1           | 11811      |
| 3.    | Schweden                        | 1           | 11705      |
| 4.    | Vereinigtes Königreich          | 2           | 11406      |
| 5.    | Deutsche Demokratische Republik | 14          | 12169      |
| 6.    | Sowjetunion                     | 28          | 11398      |
| 7.    | BR Deutschland                  | 305         | 11220      |
| 8.    | Polen                           | 407         | 9716       |
| 9.    | Italien                         | 600         | 9700       |

### Silbervase
| Platz | Team                                           | Strafpunkte | Gut-Punkte |
| ----- | ---------------------------------------------- | ----------- | ---------- |
| 1.    | Italien (B-Mannschaft)                         | 0           | 8260       |
| 2.    | Tschechoslowakei (B-Mannschaft)                | 0           | 8143       |
| 3.    | BR Deutschland (B-Mannschaft)                  | 0           | 8126       |
| 4.    | Tschechoslowakei (A-Mannschaft)                | 0           | 7738       |
| 5.    | Italien (A-Mannschaft)                         | 0           | 7661       |
| 6.    | Deutsche Demokratische Republik (A-Mannschaft) | 0           | 7624       |
| 7.    | Niederlande (A-Mannschaft)                     | 0           | 7371       |
| 8.    | Sowjetunion (B-Mannschaft)                     | 1           | 7548       |
| 9.    | Sowjetunion (A-Mannschaft)                     | 2           | 7699       |
| 10.   | Niederlande (B-Mannschaft)                     | 2           | 7297       |
| 11.   | Belgien                                        | 5           | 7194       |
| 12.   | Deutsche Demokratische Republik (B-Mannschaft) | 9           | 7453       |
| 13.   | Österreich (B-Mannschaft)                      | 122         | 7152       |
| 14.   | Polen                                          | 207         | 6407       |
| 15.   | Österreich (A-Mannschaft)                      | 300         | 6885       |
| 16.   | Finnland                                       | 300         | 6640       |
| 17.   | Schweiz (A-Mannschaft)                         | 313         | 6738       |
| 18.   | BR Deutschland (A-Mannschaft)                  | 446         | 6631       |
| 19.   | Rumänien (A-Mannschaft)                        | 503         | 6042       |
| 20.   | Vereinigtes Königreich                         | 600         | 5348       |
| 21.   | Schweiz (B-Mannschaft)                         | 814         | 4873       |
| 22.   | Rumänien (B-Mannschaft)                        | 900         | 4813       |

### Club-Mannschaften
| Platz | Team                      | Strafpunkte | Gut-Punkte |
| ----- | ------------------------- | ----------- | ---------- |
| 1.    | ADAC - Württemberg        | 0           | 5752       |
| 2.    | ZAMC, ČSSR II             | 2           | 5948       |
| 3.    | ADAC - Nordbayern II      | 2           | 5779       |
| 4.    | ADAC - Hansa              | 2           | 5544       |
| 5.    | DMV Franken               | 7           | 5309       |
| 6.    | ADAC - Südbayern          | 8           | 5630       |
| 7.    | ADAC - Nordbayern I       | 17          | 5582       |
| 8.    | Polski Związek Motorowy   | 22          | 5270       |
| 9.    | ADAC - Südbaden           | 25          | 5276       |
| 10.   | ADAC - Sulzbach-Rosenberg | 27          | 5319       |
| 11.   | GSM Ass. London           | 61          | 5155       |
| 12.   | Ramsey-DMC-CC             | 337         | 4402       |
| 13.   | MSC Enzian                | 376         | 4775       |
| 14.   | ZAMC, ČSSR I              | 500         | 4214       |
| 15.   | East Grinstead MCC        | 661         | 3352       |
| 16.   | Streatham & DMCC          | 908         | 2594       |

### Militär-Mannschaften
| Platz | Team                     | Strafpunkte | Gut-Punkte |
| ----- | ------------------------ | ----------- | ---------- |
| 1.    | Tschechoslowakei B       | 0           | 6053       |
| 2.    | Schweden Jawa A          | 1           | 5329       |
| 3.    | Vereinigtes Königreich A | 33          | 4930       |
| 4.    | Österreich               | 72          | 4840       |
| 5.    | Tschechoslowakei A       | 300         | 4711       |
| 6.    | Vereinigtes Königreich B | 902         | 2657       |

### Fabrik-Mannschaften
| Platz | Team            | Strafpunkte | Gut-Punkte |
| ----- | --------------- | ----------- | ---------- |
| 1.    | Capriolo II     | 0           | 6312       |
| 2.    | MZ I            | 0           | 6219       |
| 3.    | ČZ II           | 0           | 6174       |
| 4.    | Kreidler II     | 0           | 6164       |
| 5.    | Gilera          | 0           | 6127       |
| 6.    | Puch II         | 0           | 5934       |
| 7.    | Puch I          | 0           | 5812       |
| 8.    | Isch II         | 0           | 5806       |
| 9.    | Isch I          | 0           | 5800       |
| 10.   | Jawa I          | 0           | 5796       |
| 11.   | Hercules        | 0           | 5772       |
| 12.   | Zündapp         | 0           | 5740       |
| 13.   | Jawa II         | 0           | 5725       |
| 14.   | Moto Guzzi I    | 0           | 5721       |
| 15.   | Moto Guzzi II   | 0           | 5697       |
| 16.   | Simson B        | 0           | 5673       |
| 17.   | Jawa            | 0           | 5452       |
| 18.   | ČZ I            | 1           | 6015       |
| 19.   | Isch I          | 2           | 5606       |
| 20.   | Isch IV         | 4           | 5599       |
| 21.   | SHL             | 5           | 5258       |
| 22.   | MZ II           | 14          | 5950       |
| 23.   | WMF             | 21          | 5477       |
| 24.   | Korowski-Fabrik | 29          | 5619       |
| 25.   | Kreidler I      | 200         | 5539       |
| 26.   | COD             | 201         | 4873       |
| 27.   | Junak           | 208         | 4807       |
| 28.   | Maico           | 300         | 5107       |
| 29.   | Zweirad Union   | 400         | 4690       |
| 30.   | Capriolo I      | 600         | 4080       |

### Einzelwertung
| Klasse  | Starter | Gold | Silber | Bronze | Ausfall/Disqualifikation | Ausfall/Disqualifikation | Ausfall/Disqualifikation | Ausfall/Disqualifikation | Ausfall/Disqualifikation | Ausfall/Disqualifikation | Ausfall/Disqualifikation | Klassensieger (Motorrad)           | Strafpunkte | Gut-Punkte |
| Klasse  | Starter | Gold | Silber | Bronze | 1. Tag                   | 2. Tag                   | 3. Tag                   | 4. Tag                   | 5. Tag                   | 6. Tag                   | Gesamt                   | Klassensieger (Motorrad)           | Strafpunkte | Gut-Punkte |
| ------- | ------- | ---- | ------ | ------ | ------------------------ | ------------------------ | ------------------------ | ------------------------ | ------------------------ | ------------------------ | ------------------------ | ---------------------------------- | ----------- | ---------- |
| 50 cm³  | 8       | 5    | 0      | 0      | 1                        | 0                        | 0                        | 1                        | 1                        | 0                        | 3                        | Hans Georg Anscheidt (Kreidler 49) | 0           | 2142       |
| 75 cm³  | 7       | 4    | 0      | 0      | 0                        | 0                        | 0                        | 3                        | 0                        | 0                        | 3                        | Ricardo Bertolli (Capriolo 75)     | 0           | 2133       |
| 100 cm³ | 11      | 9    | 2      | 0      | 0                        | 0                        | 0                        | 0                        | 0                        | 0                        | 0                        | Tullio Masserini (Gilera 98)       | 0           | 2142       |
| 125 cm³ | 29      | 16   | 6      | 1      | 1                        | 1                        | 0                        | 1                        | 2                        | 1                        | 6                        | Otokar Chasak (ČZ 125)             | 0           | 2106       |
| 175 cm³ | 67      | 34   | 19     | 5      | 1                        | 2                        | 0                        | 4                        | 1                        | 1                        | 9                        | Werner Stiegler (MZ 175)           | 0           | 2081       |
| 250 cm³ | 104     | 54   | 26     | 5      | 4                        | 2                        | 0                        | 11                       | 0                        | 2                        | 19                       | Rolf Tibblin (Husqvarna 250)       | 0           | 2143       |
| 350 cm³ | 35      | 22   | 8      | 1      | 1                        | 1                        | 0                        | 1                        | 1                        | 0                        | 4                        | Fred Willamowski (MZ 293)          | 0           | 2066       |
| 500 cm³ | 9       | 3    | 3      | 0      | 0                        | 2                        | 0                        | 1                        | 0                        | 0                        | 3                        | A. T. Gibbes (Matchless 497)       | 0           | 2074       |
| 750 cm³ | 5       | 3    | 1      | 1      | 0                        | 0                        | 0                        | 0                        | 0                        | 0                        | 0                        | Sebastian Nachtmann (BMW 590)      | 0           | 2160       |
| Gesamt  | 275     | 150  | 65     | 13     | 8                        | 8                        | 0                        | 22                       | 5                        | 4                        | 47                       |                                    |             |            |